# Al Ahmadi (gouvernorat)
Pour les articles homonymes, voir Al Ahmadi (homonymie) et Ahmadi (homonymie).
Pour les articles homonymes, voir Al Ahmadi (homonymie).
Al Ahmadi est un gouvernorat du Koweït, sa capitale est Al Ahmadi.